# Municipio de Pleasant Hill (condado de Sullivan)
El municipio de Pleasant Hill (en inglés: Pleasant Hill Township) es un municipio ubicado en el condado de Sullivan en el estado estadounidense de Misuri. En el año 2010 tenía una población de 142 habitantes y una densidad poblacional de 1,13 personas por km².

## Geografía
El municipio de Pleasant Hill se encuentra ubicado en las coordenadas 40°5′50″N 93°3′55″O / 40.09722, -93.06528. Según la Oficina del Censo de los Estados Unidos, el municipio tiene una superficie total de 125.72 km², de la cual 125,34 km² corresponden a tierra firme y (0,3 %) 0,38 km² es agua.

## Demografía
Según el censo de 2010, había 142 personas residiendo en el municipio de Pleasant Hill. La densidad de población era de 1,13 hab./km². De los 142 habitantes, el municipio de Pleasant Hill estaba compuesto por el 95,77 % blancos, el 4,23 % eran de otras razas. Del total de la población el 4,23 % eran hispanos o latinos de cualquier raza.